# A Lively Mind
A Lively Mind — второй студийный альбом британского транс-диджея и продюсера Пола Окенфолда, выпущенный в 2006 году. В альбоме много приглашенных гостей-звёзд, например, таких как актриса Бриттани Мёрфи, певец Фаррел Уильямс и Grandmaster Flash.

## Реакция критиков
Пластинка получила смешанный приём. На сайте Metacritic, альбом имеет 40 баллов из 100 на основе 9 обзоров.

## Список композиций
1. «Faster Kill Pussycat» (feat. Бриттани Мёрфи) — 3:14
2. «No Compromise» (feat. Spitfire) — 3:45
3. «Sex 'N' Money» (feat. Pharrell Williams) — 5:58
4. «Switch On» (Райан Теддер) — 4:05
5. «Amsterdam» — 5:40
6. «Set It Off» (feat. Grandmaster Flash) — 4:17
7. «The Way I Feel» (Райан Теддер) — 5:25
8. «Praise The Lord» — 4:13
9. «Save the Last Trance for Me» — 7:49
10. «Not Over» (Райан Теддер) — 8:50
11. «Vulnerable» (feat. Bad Apples) — 5:55
12. «Feed Your Mind» (feat. Spitfire) — 2:56

## Ссылка
- Официальный сайт Пола Окенфолда